# Corey Burton
Corey Burton (San Fernando Valley, 3 agosto 1955) è un doppiatore statunitense.

## Doppiaggio

### Cinema
- A-Team, regia di Joe Carnahan (2010)
- C'era una volta a... Hollywood (Once Upon a Time... in Hollywood), regia di Quentin Tarantino (2019)

### Film d'animazione
- Aladdin (1992)
- In viaggio con Pippo (1995)
- Il gobbo di Notre Dame (1996)
- Topolino e la magia del Natale (1999)
- Toy Story 2 - Woody e Buzz alla riscossa (1999)
- Atlantis - L'impero perduto (2001)
- Il bianco Natale di Topolino - È festa in casa Disney (2001)
- Ritorno all'Isola che non c'è (2002)
- Cenerentola II - Quando i sogni diventano realtà (2002)
- Topolino & i cattivi Disney (2002)
- Il pianeta del tesoro (2002)
- Atlantis - Il ritorno di Milo (2003)
- Il re leone 3 - Hakuna Matata (2004)
- Cenerentola - Il gioco del destino (2007)
- Disney Princess: Le magiche fiabe - Insegui i tuoi sogni (2007)
- Star Wars: The Clone Wars (2008)
- La principessa e il ranocchio (2009)
- Ralph spacca Internet (2018)

### Cartoni animati
- I Gummi, 54 episodi (1985-1991)
- DuckTales - Avventure di paperi, 3 episodi (1987-1990)
- Cip & Ciop agenti speciali, 59 episodi (1989-1990)
- Ecco Pippo!, 15 episodi (1992)
- Raw Toonage, 2 episodi (1992)
- Bonkers gatto combinaguai, 16 episodi (1993-1994)
- Timon e Pumbaa, 18 episodi (1995-1999)
- Quack Pack - La banda dei paperi, 8 episodi (1996)
- Hercules, 18 episodi (1998-1999)
- Mickey Mouse Works, 26 episodi (1999-2001)
- House of Mouse - Il Topoclub, 51 episodi (2001-2003)
- Star Wars: Clone Wars, 9 episodi (2003-2005)
- La casa di Topolino, 68 episodi (2006-2016)
- Star Wars: The Clone Wars, 62 episodi (2008-2014)
- Jake e i pirati dell'Isola che non c'è, 113 episodi (2011-2016)
- Avengers Assemble, 10 episodi (2013-in corso)
- Ultimate Spider-Man, 2 episodi (2013)
- Topolino, 9 episodi (2014-in corso)
- Hulk e gli agenti S.M.A.S.H., 2 episodi (2014-2015)
- Star Wars Rebels, 4 episodi (2015-2016)
- LEGO Star Wars: The Freemaker Adventures, 10 episodi (2017)
- Topolino e gli amici del rally, 22 episodi (2017-in corso)
- DuckTales, 3 episodi (2018-in corso)

### Serie televisive
- Cad Bane in The Book of Boba Fett, 2 episodi (2021)

### Videogiochi
- Ansem il Saggio nella saga videoludica Kingdom Hearts
- Batman: Arkham City (2011)
- PlayStation All-Stars Battle Royale (2012)
- God of War: Ascension (2013)
- God of War (2018)
- Disney Illusion Island (2023)
- Suicide Squad: Kill the Justice League (2024)